# Nonstop (Drake)
Nonstop è un singolo del rapper canadese Drake, pubblicato il 31 luglio 2018 come sesto estratto dal quinto album in studio Scorpion .

## Video musicale
Il videoclip è stato pubblicato il 3 agosto 2018 sul canale vevo-YouTube del rapper.